# Lliri d'aigua
|  | Aquest article tracta sobre una planta. Si cerqueu obra de Frederic Soler, vegeu «El lliri d'aigua». |

Zantedeschia aethiopica o cal·la (del sinònim, Calla aethiopica) és una espècie de planta d'ús ornamental dins la família Aràcia, és planta nativa del sud d'Àfrica a Lesotho, Àfrica del Sud i Eswatini.

## Descripció

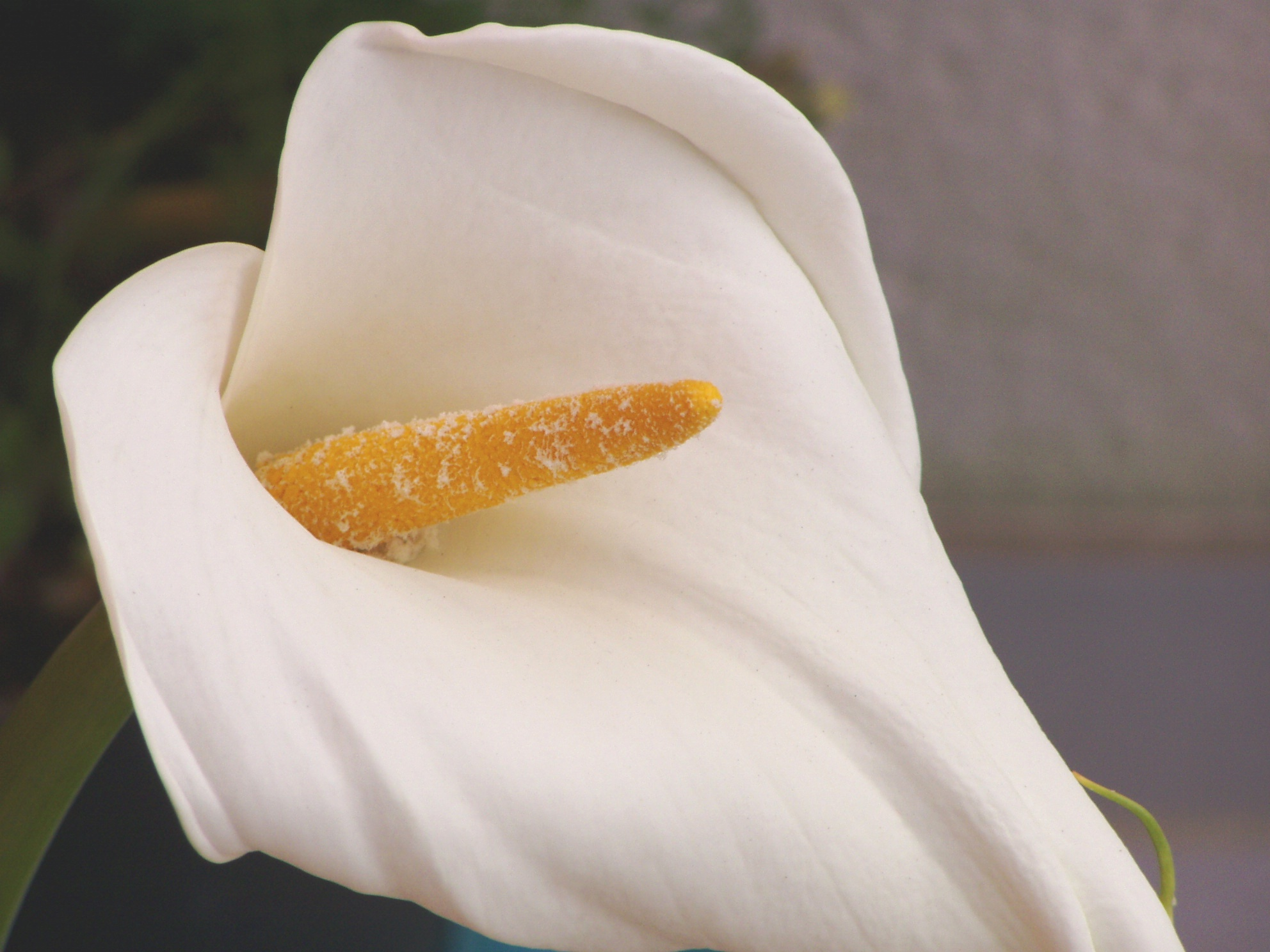
Inflorescència amb la seva espata

És una planta perenne, perennifòlia (o caducifòlia segons l'ambient on es troba), herbàcia i amb rizoma. Prefereix viure prop de l'aigua. Fa fins a 0,6–1 m d'alt i les fulles fan fins a 45 cm de llargada. La seva inflorescència és grossa i la seva espata és blanca de fins a 25 cm de llargada, amb un espàdix groc de fins a 90 mm de llargada.
Z. aethiopica conté oxalat de calci i, si s'ingereix, és tòxica.

## Cultiu

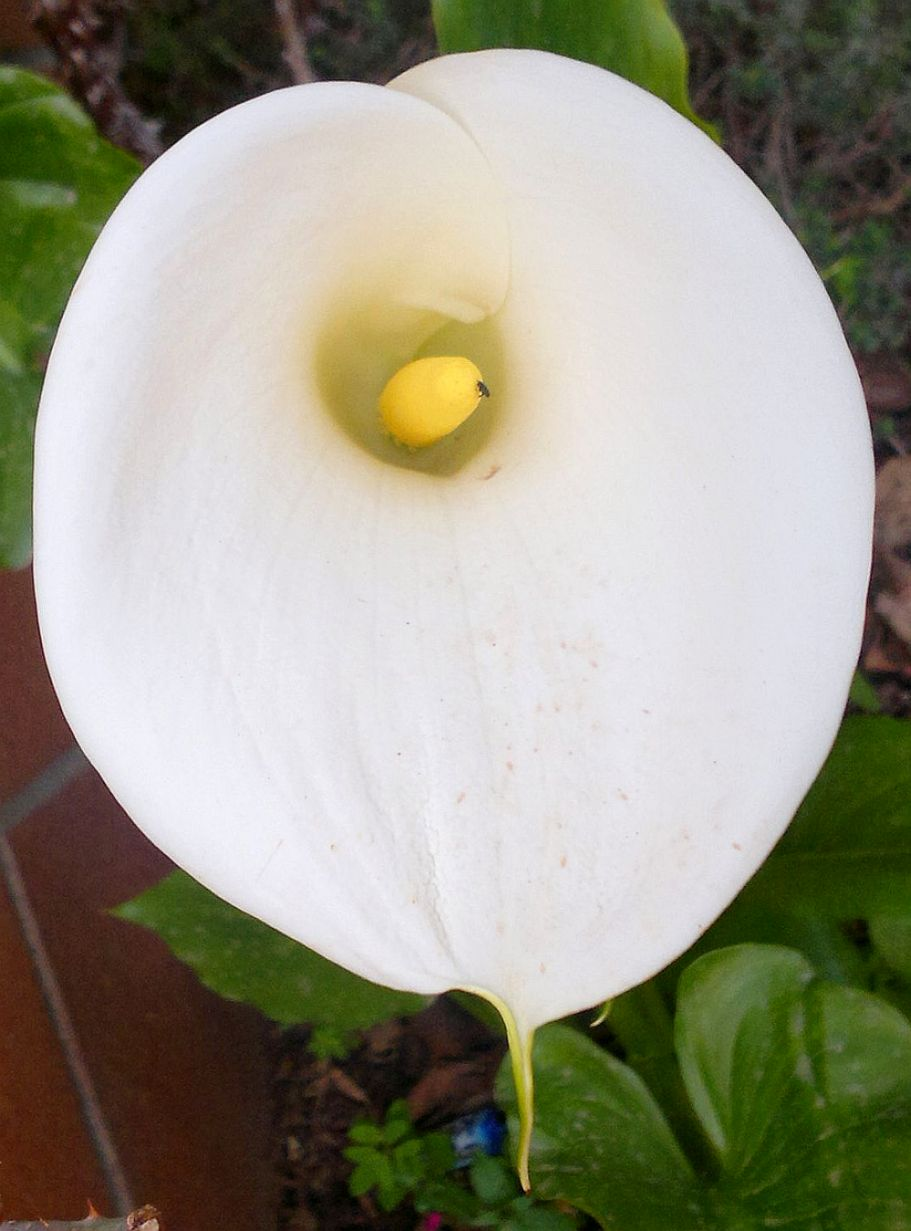
Zantedeschia aethiopica 'Child's Perfection'

Com a planta ornamental, se n'han seleccionat un gran nombre de cultivars:
- 'Crowborough', més tolerant al fred.
- 'Green Goddess', amb bandes verdes.
- 'White Sail', amb una espata molt ampla.
- 'Red Desire' amb espàdix roig.
- 'Pink Mist', amb la base de l'espata rosada.

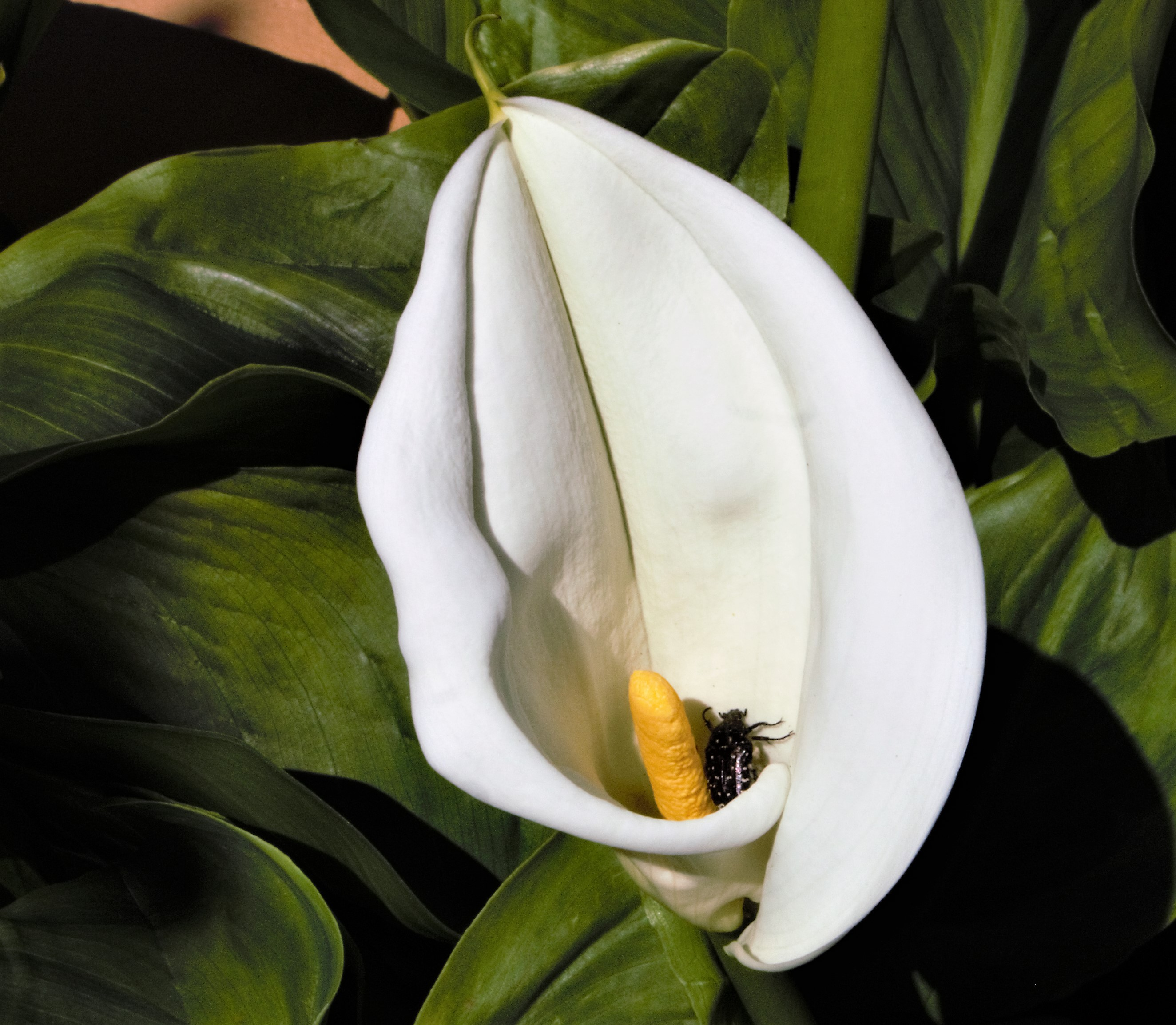
Blanca
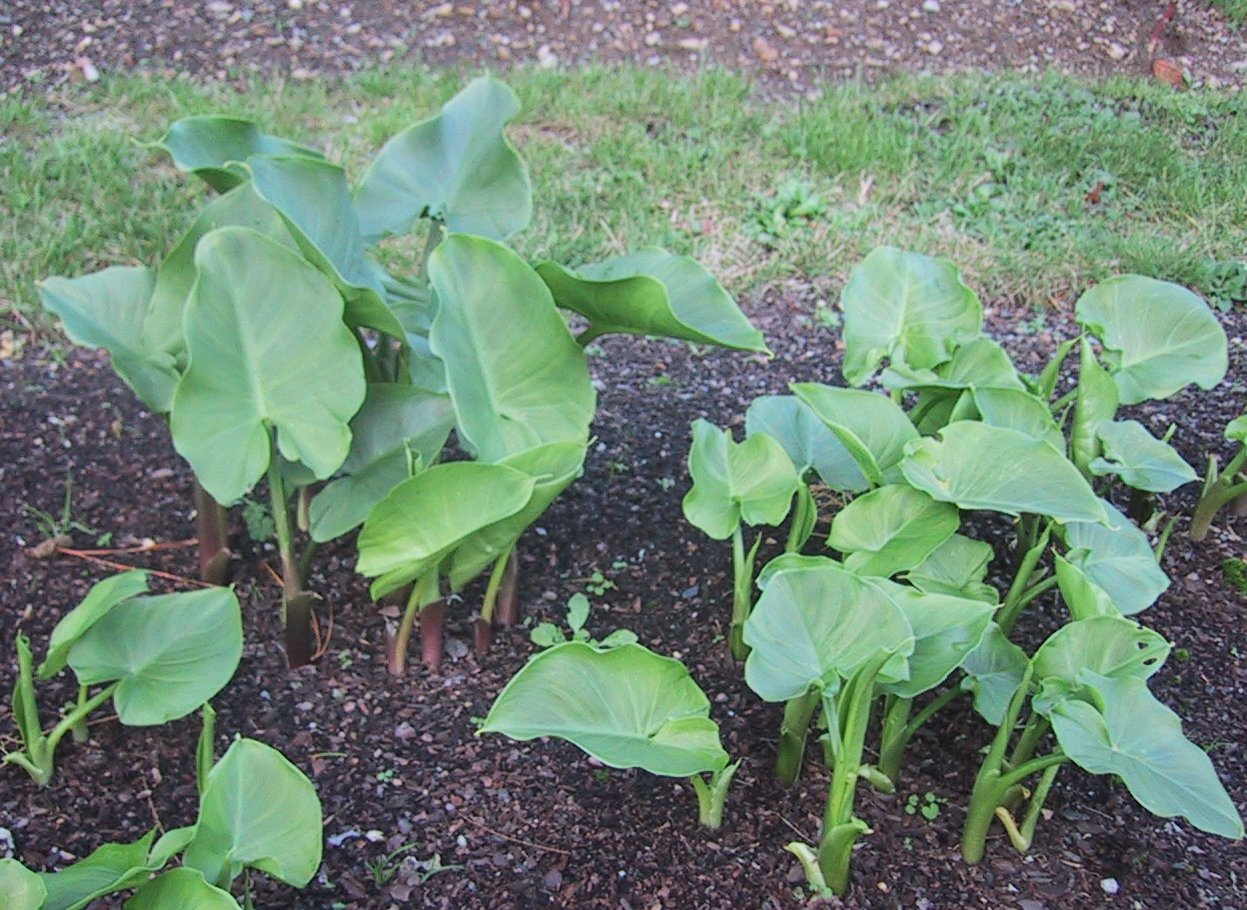
Emergència de la fulla
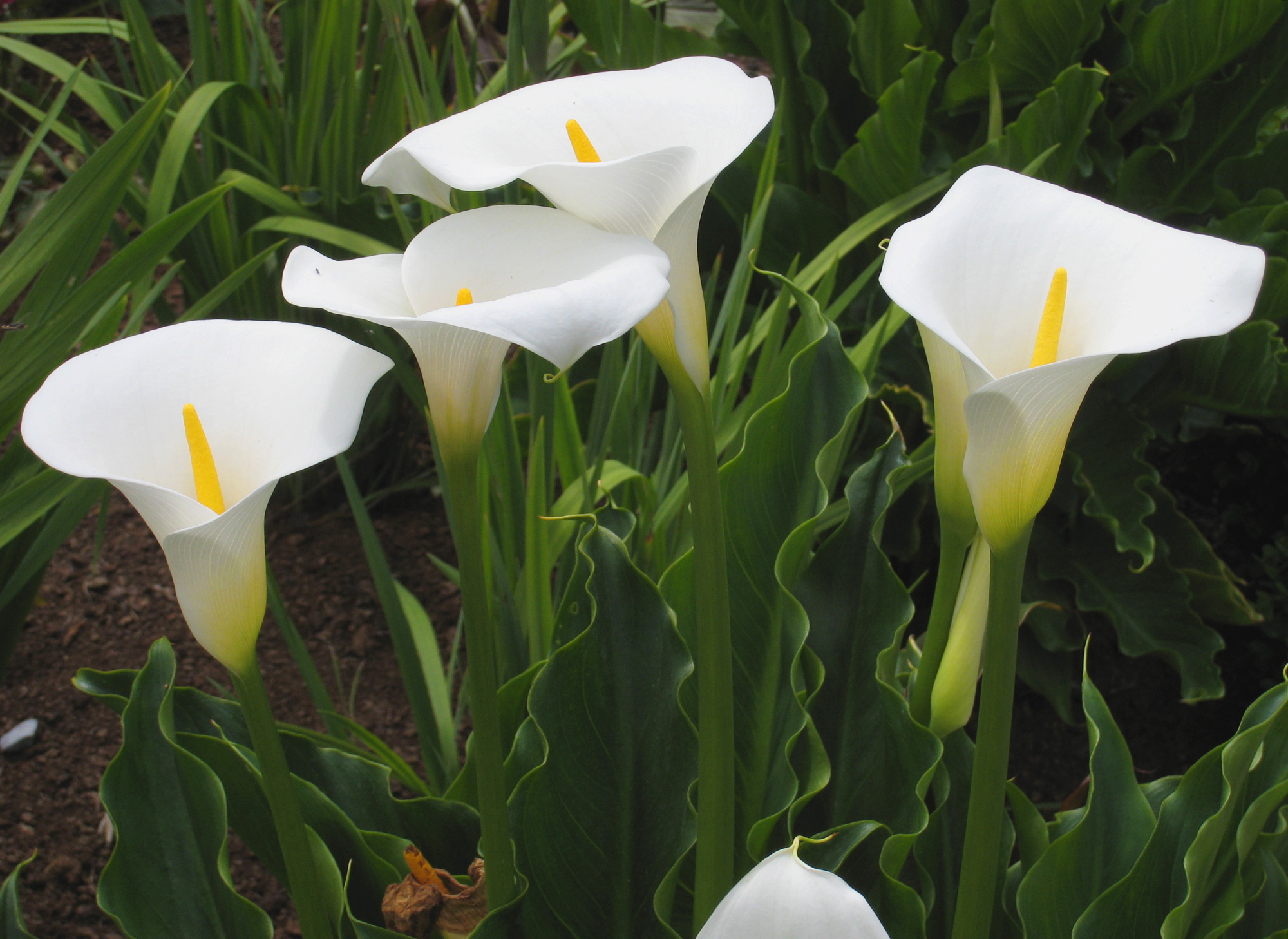
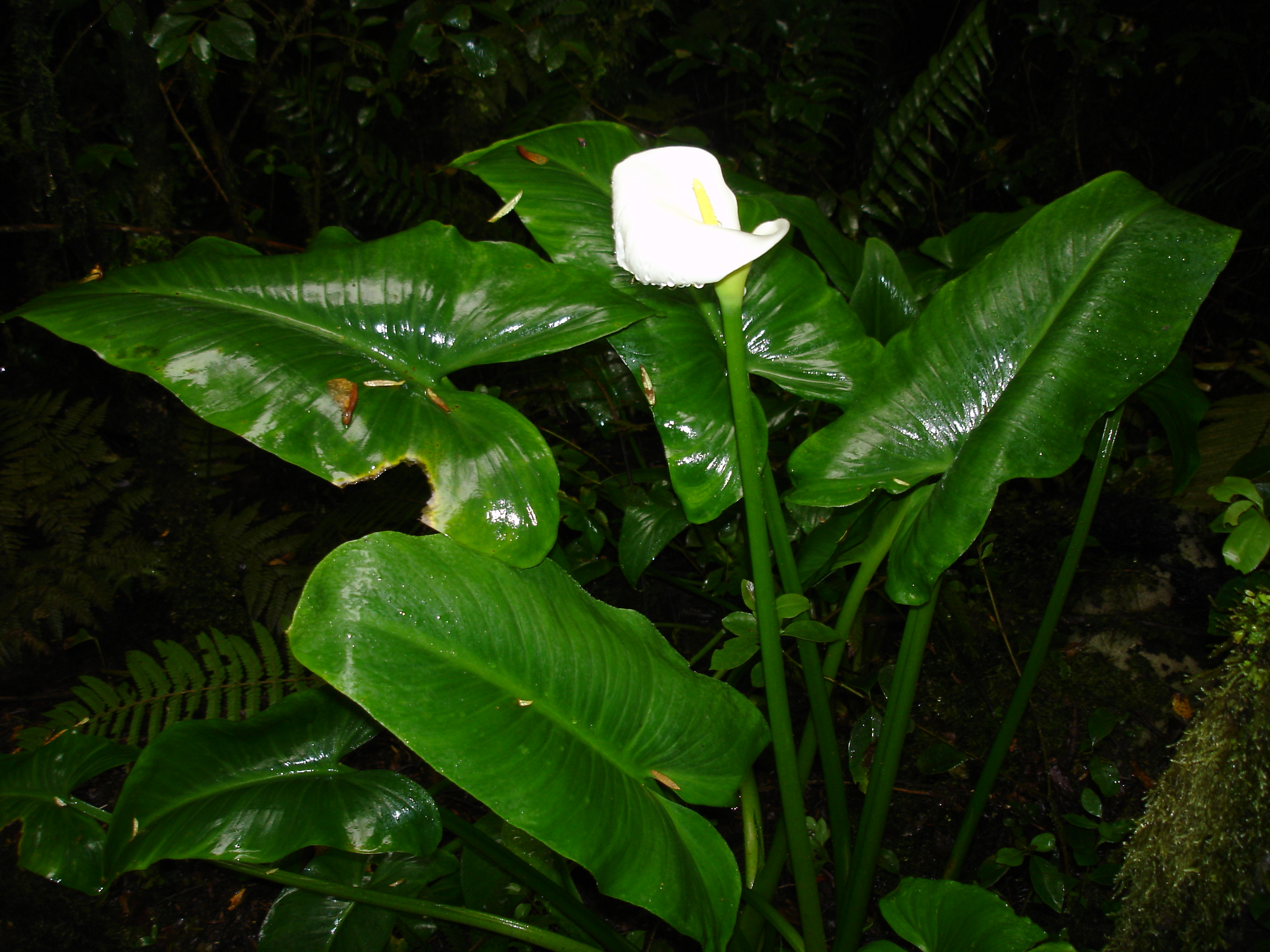
Funchal